# Borschtschiw (Browary)
Borschtschiw  (ukrainisch Борщів; russisch Борщёв Borschtschjow) ist ein Dorf im Osten der ukrainischen Oblast Kiew mit etwa 500 Einwohnern (2001).

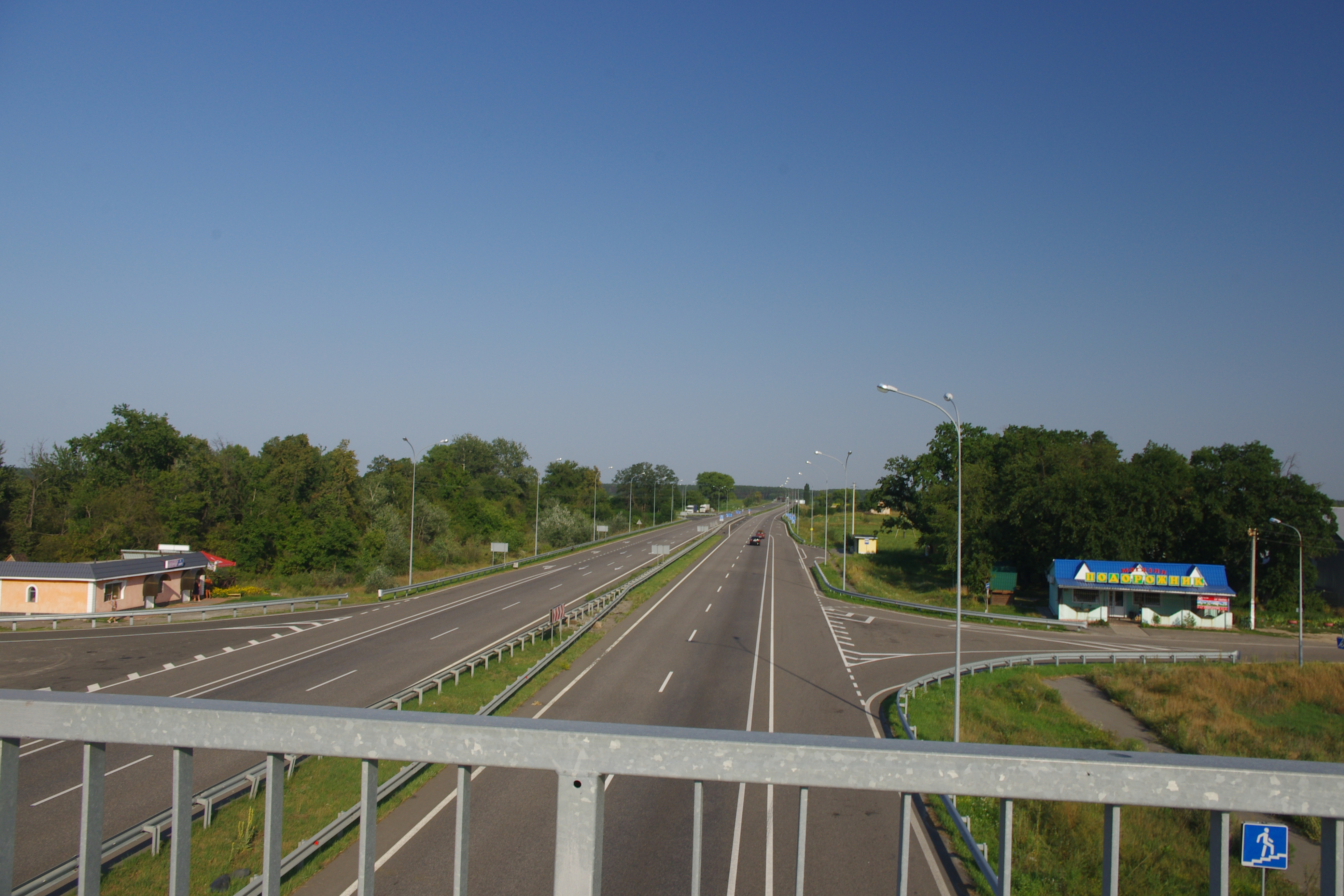
Die Fernstraße M 3 bei Borschtschiw

Das erstmals 1300 schriftlich erwähnte Dorf gehörte 1755, während des Hetmanats der Saporoger Kosaken unter dem Hetman Kyrylo Rosumowskyj, zur dritten Perejaslaw-Hundertschaft des Saporoger Kosakenheers in der Linksufrigen Ukraine.
Das Dorf liegt auf einer Höhe von 96 m am Ufer des Trubisch, einem 113 km langen, linken Nebenfluss des Dnepr, 5 km südöstlich vom Gemeindezentrum Woloschyniwka, 10 km südlich vom ehemaligen Rajonzentrum Baryschiwka und etwa 65 km östlich vom Oblastzentrum Kiew.
Durch das Dorf verläuft die Fernstraße M 03.
Am 12. Juni 2020 wurde das Dorf ein Teil der neugegründeten Siedlungsgemeinde Baryschiwka, bis dahin war es Teil der Landratsgemeinde Woloschyniwka (Волошинівська сільська рада/Woloschniwska silska rada) im Süden des Rajons Baryschiwka.
Am 17. Juli 2020 kam es im Zuge einer großen Rajonsreform zum Anschluss des Rajonsgebietes an den Rajon Browary.

## Söhne und Töchter der Ortschaft
- Mykola Borowko (Микола Маркіянович Боровко); (* 13. Mai 1948), ukrainischer Dichter